# O Grove
O Grove és un municipi de la província de Pontevedra a Galícia, que pertany a la comarca d'O Salnés.

## Geografia
És una petita península unida a terra ferma a través d'un istme conegut com a O Vao, que dona lloc a la platja d'A Lanzada en la seva part occidental i a l'ampli aiguamoll del complex Umia-O Grove en la seva part oriental, que ho connecta amb el municipi de Sanxenxo. Així mateix, a O Grove es troba la petita Illa d'A Toxa a la qual s'accedeix per un pont de principis del segle xx.

## Demografia
| 3.969 | 5.888 | 7.380 | 9.917 | 11.147 |
| Fonts: INE i IGE (Els criteris de registre censal variaren i les dades de l'INE i de l'IGE poden no coincidir.) |       |       |       |        |

## Parròquies
- San Martiño do Grove
- San Vicente do Grove.